# Енциклопедија Британика
Енциклопедија Британика (лат. Encyclopædia Britannica, енгл. British Encyclopaedia — „Британска енциклопедија”) је свеобухватна енциклопедија настала на енглеском језику. Власник енциклопедије је компанија Енциклопедија Британика (енгл. Encyclopædia Britannica, Inc.).
Прво издање је излазило у периоду 1768—1771. и имало је три тома. Најновије је петнаесто издање ове енциклопедије, које излази од 1985. године и садржи 32 тома. Енциклопедија се увећавала: друго издање је имало 10 томова, и до четвртог издања (1801—1810) проширило се на 20 томова. Њен све већи углед као научног рада помогао је у регрутовању угледних сарадника, а 9. (1875—1889) и 11. издање (1911) су значајне енциклопедије због ученог и књижевног стила. Почевши од 11. издања, и након што ју је једна америчка компанија купила, Британика је скратила и поједноставила чланке како би проширила своју привлачност на тржишту Северне Америке. Године 1933. Британика је постала прва енциклопедија која је усвојила „континуирану ревизију“, у којој се енциклопедија стално штампа, а сваки чланак се ажурира према распореду. У марту 2012, Енциклопедија Британика је најавила да више неће објављивати штампана издања, већ ће се фокусирати на онлајн верзију.
Последњи пут је издата 2010. године, и штампана је у 12.000 примерака. Интернетска верзија Британика онлајн (енгл. Britannica Online) има 120.000 чланака. У скорије време енциклопедија Британика се издаје и на CD, односно DVD дисковима.

## Садашњи статус

### Штампана верзија
Од 1985, Британика има четири дела: Micropædia, Macropædia, Propædia, и двотомни индекс. Чланци Британике се налазе у Micro- и Macropædia, које обухватају 12 и 17 томова, сваки том има отприлике хиљаду страница. Макропедија из 2007. има 699 детаљних чланака, у распону од 2 до 310 страница, са референцама и именованим сарадницима. Насупрот томе, Микропӕдија из 2007. има отприлике 65.000 чланака, од којих велика већина (око 97%) садржи мање од 750 речи, без референци и без именованих сарадника. Чланци Микропӕдије намењени су брзој провери чињеница и помоћи у проналажењу темељнијих информација у Макропӕдији. Чланци из програма Макропӕдије осмишљени су као ауторитативни, добро написани чланци о својим темама и као складишта информација које нису покривене на другом месту. Најдужи чланак (310 страница) је у Сједињеним Државама, а настао је спајањем чланака о појединим државама. „Глобално издање” Британике из 2013. садржало је приближно четрдесет хиљада чланака.
Информације се могу пронаћи у Британици пратећи унакрсне референце у Микропедији и Макропедији; међутим, они су ретки, у просеку имају једну унакрсну референцу по страници. Стога се читаоцима препоручује да уместо тога погледају абецедни индекс или Пропедију, која организује садржај Британике по темама.
Срж Пропедије је њен „Преглед знања“, који има за циљ да се обезбеди логичан оквир за целокупно људско знање. Сходно томе, уредници Британике консултују Преглед да би одлучили које чланке треба укључити у Микро- и Макропедију. Преглед такође има за циљ да буде водич за учење, да стави теме у одговарајућу перспективу и да сугерише серије чланака из Британике за студенте који желе да дубље науче неку тему. Међутим, библиотеке су утврдиле да се ретко користи, и рецензенти су препоручили да се уклони из енциклопедије. Пропедија такође садржи слајдове о људској анатомији и неколико прилога у којима су наведени чланови особља, саветници и сарадници у сва три дела Британике.
Узето заједно, Микропедија и Макропедија садрже отприлике 40 милиона речи и 24.000 слика. Индекс у два тома има 2.350 страница, са списком 228.274 тема обрађених у Британици, заједно са 474.675 подтема под тим темама. Британика генерално преферира британски правопис над америчким; на пример, користи colour (не color), centre (не у center) и encyclopaedia  (не encyclopedia). Међутим, постоје изузеци од овог правила, као што је defense, а не defence. Уобичајени алтернативни правописи садрже унакрсне референце, попут „Color: види Colour”.
Од 1936. године чланци Британике се редовно ревидирају, при чему се најмање 10% њих разматра за ревизију сваке године. Према једној веб страници Британике, 46% њених чланака је ревидирано у последње три године; међутим, према другој веб страници Британике, само 35% чланака је ревидирано.
Абецедно означавање чланака у Микропедији и Макропедији следи строга правила. Дијакритичке ознаке и слова која нису на енглеском језику занемарују се, док су нумерички уноси попут „1812, Рат од” наведени абецедним редом као да је број исписан („Хиљаду осамсто дванаест, Рат од”"). Чланци са истим именима су поређани прво по особама, затим местима, и затим стварима. Владари са истим именима прво су абецедно организовани по земљи, а затим према хронологији; тако, француски Карло III претходи енглеском Чарлс I, који је у Британици наведен као владар Велике Британије и Ирске. (То јест, они су абецедно означени као да су њихови наслови „Карло, Француска, 3” и „Чарлс, Велика Британија и Ирска, 1”.) Слично, места која деле имена организована су по абецедном реду према земљи, а затим према све мањим политичким поделама.
У марту 2012. компанија је објавила да ће издање за 2010. бити последња штампана верзија. Ово је најављено као потез компаније да се прилагоди времену и фокусира на своју будућност користећи дигиталну дистрибуцију. Врхунац штампане енциклопедије био је 1990. када је продато 120.000 комплета, али је 1996. продаја пала на 40.000. Штампано је 12.000 комплета издања за 2010. годину, од којих је 8.000 продато према подацима из 2012. До краја априла 2012, преостале копије издања за 2010. распродате су у Британикиној онлајн продавници. Према подацима из 2016, реплика првог издања Британике из 1768. године продаје се у онлајн продавници.

## Српско издање
2005. године Политика и Народна књига превели су и објавили сажето издање ове енциклопедије са 16.000 чланака, у тôму од 10 књига.